# Jacinto Quincoces
Jacinto Quincoces López (né le 17 juillet 1905 à Barakaldo ; mort le 10 mai 1997 à Valence) est un footballeur puis entraîneur espagnol.

## Biographie
Défenseur d'Alavés dans les années 1920 puis du Real Madrid dans les années 1930, Quincoces joue 25 matches pour l'équipe d'Espagne entre 1928 et 1936, disputant la coupe du monde 1934 en Italie.
Il devint ensuite entraîneur, notamment du Real Madrid durant deux saisons après la guerre.

## Carrière de joueur
- Deportivo Alavés - (1920-1930)
- Real Madrid - (1930-1942)

## Palmarès de joueur
- Coupe d'Espagne : 1946, 1949, 1954

## Carrière d'entraîneur
- Real Saragosse - (1942-1943, 1956-1958)
- Sélection nationale espagnole - (1945)
- Real Madrid - (1945-1946, 1947-1948)
- Valence CF - (1948-1954, 1958-1960)
- Atletico Madrid - (1954-1955)